# Myrmarachne parallela
Myrmarachne parallela este o specie de păianjeni din genul Myrmarachne, familia Salticidae. A fost descrisă pentru prima dată de Fabricius, 1794. Conform Catalogue of Life specia Myrmarachne parallela nu are subspecii cunoscute.